# Tjörneshreppur
Tjörneshreppur est une municipalité du nord de l'Islande.